# Lill-Sättertjärnen
Lill-Sättertjärnen är en sjö i Åre kommun i Jämtland och ingår i Indalsälvens huvudavrinningsområde.